# Alcoli grassi

Alcol grasso

Gli alcoli grassi (o alcoli a catena lunga) sono solitamente alcoli primari ad alto peso molecolare e a catena lineare, ma possono oscillare da un minimo di 4-6 atomi di carbonio a un massimo di 22-26, derivati da grassi naturali e oli. La lunghezza precisa della catena varia con la fonte. Alcuni alcoli grassi commercialmente importanti sono l'alcol laurilico, quello stearico e quello oleico. Sono liquidi oleosi (per numeri di atomi di carbonio inferiori) o solidi cerosi incolori, sebbene i campioni impuri possano apparire gialli. Gli alcol grassi solitamente hanno anche un numero pari di atomi di carbonio e un unico gruppo alcolico (-OH) attaccato all'atomo di carbonio terminale. Alcuni sono insaturi e altri sono ramificati. Sono ampiamente usati nell'industria. Come nel caso degli acidi grassi, essi sono spesso indicati genericamente con il numero degli atomi di carbonio nella molecola, come "un alcol C12", ossia un alcol avente 12 atomi di carbonio, ad esempio il dodecanolo.

## Produzione e diffusione
La maggior parte degli alcoli grassi in natura si trovano come cere che sono esteri con acidi grassi e alcoli grassi. Sono prodotti da batteri, piante e animali a scopo di galleggiamento, come fonte di acqua ed energia metaboliche, come lenti di biosonar (mammiferi marini) e per l'isolamento termico sotto forma di cere (in piante e insetti). Gli alcoli grassi non erano disponibili fino all'inizio del 1900. Essi erano ottenuti originariamente mediante riduzione degli esteri della cera con il sodio da parte del processo di riduzione di Bouveault-Blanc. Negli anni 1930 fu commercializzata l'idrogenazione catalitica, che consentiva la conversione degli esteri degli acidi grassi, tipicamente il sego, in alcoli. Negli anni 1940 e 1950, i prodotti petrolchimici divennero un'importante fonte di prodotti chimici, e Karl Ziegler aveva scoperto la polimerizzazione dell'etilene. Questi due sviluppi aprirono la strada agli alcoli grassi sintetici.

### Da fonti naturali
La fonte tradizionale e ancora importante degli alcoli grassi sono gli esteri degli acidi grassi. Gli esteri delle cere erano anteriormente estratti dallo spermaceti, ottenuto dalle balene. Una fonte vegetale alternativa è l'olio di jojoba. I triesteri di acidi grassi, noti come trigliceridi, si ottengono da fonti vegetali e animali. Questi triesteri sono soggetti a transesterificazione per dare esteri di metile, che a loro volta sono idrogenati negli alcoli. Gli acidi grassi di origine animale sono prevalentemente C16-C18, mentre la lunghezza della catene da fonti vegetali è variabile (C6-C24). Gli alcoli a catena molto lunga (C20–C24) si possono ottenere da oli di semi di colza o Crambe abyssinica o Limnanthes alba. Gli alcoli intermedi (C12-C14) di origine vegetale si ottengono dal olio di cocco o dall'olio di palmisto.

### Da fonti petrolchimiche
Gli alcoli grassi sono preparati anche da fonti petrolchimiche. Nel processo di Ziegler, l'etilene è oligomerizzato usando il trietilalluminio seguito da ossidazione con aria. Questo processo offre alcoli di numero pari:
Al(C2H5)3 + 18 C2H4 → Al(C14H29)3
Al(C14H29)3 + 1,5 O2 + 1,5 H2O → 3 HOC14H29 + 0,5 Al2O3
Alternativamente l'etilene può essere oligomerizzato per dare miscele di alcheni, che sono soggetti a idroformilazione, questo processo offrendo aldeide di numero dispari, che è successivamente idrogenata. Ad esempio, da 1-decene, l'idroformilazione dà l'alcol C11:
C8H17CH=CH2 + H2 + CO → C8H17CH2CH2CHO
C8H17CH2CH2CHO + H2 → C8H17CH2CH2CH2OH
Nel processo Shell per le olefine più pesanti, la distribuzione della lunghezza delle catene nella miscela iniziale di oligomeri alchenici viene aggiustata così da corrispondere più strettamente alla domanda del mercato. Il metodo Shell lo fa per mezzo di una reazione intermedia di metatesi. La miscela risultante è frazionata e idroformilata/idrogenata in uno stadio successivo.

## Applicazioni
Gli alcoli grassi sono usati principalmente nella produzione di detergenti e tensioattivi. Essi sono anche componenti di cosmetici, alimenti e solventi industriali. A causa della loro natura anfifilica gli alcoli grassi si comportano come tensioattivi non ionici. Essi trovano uso come emulsionanti, emollienti e ispessenti nella cosmesi e nell'industria alimentare. Circa il 50% degli alcoli grassi usati commercialmente sono di origine naturale, il resto sono sintetici.

### Nutrizione
È stato riferito che gli alcoli grassi a catena molto lunga (very long chain fatty alcohols, VLCFA), ottenuti da cere vegetali e dalla cera d'api, abbassano il colesterolo del plasma negli esseri umani. Si possono trovare nei grani dei cereali non raffinati, nella cera d'api e in molti alimenti derivati dai vegetali. I rapporti suggeriscono che 5–20 mg al giorno di alcoli C24–C34 misti, inclusi l'ottacosanolo e il triacontanolo, abbassano il colesterolo con lipoproteine a bassa densità (low-density lipoprotein, LDL), il cosiddetto "colesterolo cattivo", del 21%–29% e aumentano il colesterolo con lipoproteine ad alta densità (high-density lipoprotein, HDL), il cosiddetto "colesterolo buono", dell'8%–15%. Gli esteri delle cere sono idrolizzati da un'esterasi carbossilica pancreatica dipendente dai sali biliari, rilasciando alcoli a catena lunga e acidi grassi che sono assorbiti nel tratto gastrointestinale. Gli studi sul metabolismo degli alcoli grassi in fibroblasti suggeriscono che gli alcoli grassi a catena molto lunga, le aldeidi grasse e acidi grassi sono interconvertiti reversibilmente in un ciclo degli alcoli grassi. Il metabolismo di questi composti è deteriorato in parecchi disordini perossisomiali, comprese l'adrenoleucodistrofia e la sindrome di Sjögren-Larsson.

## Sicurezza

### Salute umana
Gli alcoli grassi sono materiali relativamente benigni, con le dosi letali 50 (somministrate per via orale su popolazioni di ratti) che variano da 3,1-4 g/kg per l'esanolo a 6-8 g/kg per l'ottadecanolo. Per una persona di 50 kg, questi valori si traducono in più di 100 g. Prove di esposizioni acute e ripetute hanno rivelato un basso livello di tossicità dall'inalazione, o dall'esposizione orale o dermica di alcoli grassi. Gli alcoli grassi non sono volatili e la concentrazione letale acuta è maggiore della pressione di vapore saturo. Gli alcoli grassi a catena più lunga (C12-C16) producono minori effetti sulla salute di quelli a catena corta (< C12). Gli alcoli grassi a catena corta sono considerati irritanti per gli occhi, mentre gli alcoli a catena lunga no. Gli alcoli grassi non mostrano alcuna sensibilizzazione della pelle.
L'esposizione ripetuta agli alcoli grassi produce una tossicità di basso livello e certi composti in questa categoria possono causare irritazione locale al contatto o effetti sul fegato di bassa intensità (essenzialmente gli alcoli lineari hanno un tasso leggermente più alto di frequenza di questi effetti). Nessun effetto sul sistema nervoso centrale (SNC) è stato rilevato nel caso di inalazione ed esposizione orale. Prove di dosaggi ripetuti di bolo di 1-esanolo e 1-ottanolo hanno mostrato la possibilità di depressione sul SNC e di disturbo respiratorio indotto. Non si è invece trovata possibilità di neuropatia periferica. Nei ratti, la dose senza effetto avverso osservabile (no observable adverse effect level, NOAEL) varia da 200 mg/kg/giorno a 1.000 mg/kg/giorno mediante ingestione. Non ci sono prove che gli alcoli grassi siano carcinogeni, mutageni o causino tossicità o infertilità riproduttiva. Gli alcoli grassi sono effettivamente eliminati dal corpo quando sono esposti, limitando la possibilità di ritenzione o bioaccumulazione.
I margini di esposizione che derivano dagli usi di queste sostanze a fini di consumo sono adeguati per la protezione della salute umana, come determinato dal programma per le sostanze chimiche ad alto volume di produzione dell'Organizzazione per la cooperazione e lo sviluppo economico (OCSE).

### Ambiente
Gli alcoli grassi fino a C18 di lunghezza della catena sono biodegradabili, con lunghezza fino a C16 si biodegradano completamente entro 10 giorni. Si trovò che le catene da C16 a C18 si biodegradavano dal 62% al 76% in 10 giorni. Le catene maggiori di C18 risultavano degradarsi del 37% in 10 giorni. Studi sul campo presso gli impianti di trattamento delle acque reflue hanno mostrato che il 99% degli alcoli grassi di lunghezza C12-C18 sono eliminati.
La previsione della sorte usando il modellamento della fugacità ha mostrato che gli alcoli grassi con lunghezze della catena di C10 e maggiori in acqua si suddividono in sedimento. Si prevede che le lunghezze C14 e superiori restino nell'aria dopo il rilascio. Il modellamento mostra che ciascun tipo di alcol grasso risponderà indipendentemente all'atto del rilascio.

### Organismi acquatici
I pesci, gli invertebrati e le alghe sperimentano livelli di tossicità simili con gli alcoli grassi, sebbene dipenda dalla lunghezza della catena, avendo la catena più corta maggiore potenziale di tossicità. Le lunghezze maggiori della catena non mostrano tossicità per gli organismi acquatici.
| Lunghezza della catena Size | Tossicità acuta per i pesci | Tossicità cronica per i pesci |
| --------------------------- | --------------------------- | ----------------------------- |
| < C11                       | 1–100 mg/l                  | 0,1-1,0 mg/l                  |
| C11-C13                     | 0,1-1,0 mg/l                | 0,1 - <1,0 mg/l               |
| C14-C15                     | ND                          | 0,01 mg/l                     |
| >C16                        | ND                          | ND                            |

Questa categoria di sostanze chimiche fu valutata in base al programma per le sostanze chimiche ad alto volume di produzione dell'Organizzazione per la cooperazione e lo sviluppo economico (OCSE). Non furono identificati rischi ambientali inaccettabili.

## Nomenclatura alcoli grassi

### Saturi - lineari
| IUPAC nome sistemico | Nome comune                              | Formula |
| 2-metil-2-pentanolo  | alcol t-butilico                         | C4H10O  |
| 2-metil-2-butanolo   | alcol t-amilico                          | C5H12O  |
| 3-metil-3-pentanolo  | alcol caproico                           | C6H14O  |
| 1-eptanolo           | alcol eniantico                          | C6H14O  |
| 1-ottanolo           | alcol caprilico                          | C8H18O  |
| 1-nonanolo           | alcol pelargonico                        | C9H20O  |
| 1-decanolo           | alcol decilico, alcol caprico            | C10H22O |
| 1-undecanolo         | alcol undecilico, undecanolo, endecanolo | C11H24O |
| 1-dodecanolo         | alcol laurilico, Dodecanolo              | C12H26O |
| 1-tridecanolo        | alcol tridecilico, tridecanolo           | C13H28O |
| 1-tetradecanolo      | alcol miristilico                        | C14H30O |
| 1-pentadecanolo      | alcol pentadecilico, pentadecanolo       | C15H32O |
| 1-esadecanolo        | alcol cetilico, alcol palmitilico        | C16H34O |
| 1-n-eptadecanolo     | alcol eptadecilico, eptadecanolo         | C17H36O |
| 1-octadecanolo       | alcol stearico, alcol stearilico         | C18H38O |
| 1-nonadecanolo       | alcol nonadecilico                       | C19H40O |
| 1-eicosanolo         | alcol arachidilico                       | C20H42O |
| 1-eneicosanolo       | alcol eneicosilico                       | C21H44O |
| 1-docosanolo         | Docosanolo, alcol behenilico             | C22H46O |
| 1-tricosanolo        |                                          | C23H48O |
| 1-tetracosanolo      | alcol lignocerilico                      | C24H50O |
| 1-esacosanolo        | alcol cerilico                           | C26H54O |
| 1-eptacosanolo       |                                          | C27H56O |
| 1-ottacosanolo       | alcol montanilico, alcol clutilico       | C28H56O |
| 1-nonacosanolo       |                                          | C29H60O |
| 1-triacontanolo      | alcol miricilico, alcol melissico        | C30H62O |
| 1-entriacontanolo    |                                          | C31H64O |
| 1-dotriacontanolo    | alcol laccerilico                        | C32H66O |
| 1-tetratriacontanolo | alcol geddilico                          | C34H70O |

### Insaturi
| IUPAC nome sistemico                   | Nome comune                  | Formula |
| 11-undecene-1-olo                      | alcol geddilico              | C11H22O |
| (Z)-9-octadecene-1-olo                 | alcol oleilico, alcol oleico | C18H36O |
| (E)-9-octadecene-1-olo                 | alcol eleadilico             | C18H36O |
| (Z, Z)-9,12-octadecadiene-1-olo        | alcol linoleilico            | C18H34O |
| (Z, Z, Z)-9,12,15-octadecatriene-1-olo | alcol linolenilico           | C18H32O |
| (Z)-13-docosene-1-olo                  | alcol erucilico              | C22H44O |
| (E)-13-docosene-1-olo                  | alcol brassidilico           | C22H44O |

### Alcoli grassi ramificati e Guerbet
| IUPAC nome sistemico        | Formula |
| 2-Metil-1-pentanolo         | C6H14O  |
| 2-Etil-1-esanolo            | C8H18O  |
| 2-Propil-1-eptanolo         | C10H22O |
| 2-Butil-1-octanolo          | C12H26O |
| 2-Pentil-1-nonanolo         | C14H30O |
| 2-Esil-1-decanolo           | C16H34O |
| 2-Eptil-1-undecanolo        | C18H38O |
| 2-Octil-1-dodecanolo        | C20H42O |
| 2-Nonil-1-tridecanolo       | C22H46O |
| 2-Decil-1-tetradecanolo     | C24H50O |
| 2-Undecil-1-pentadecanolo   | C26H54O |
| 2-Dodecil-1-esadecanolo     | C28H58O |
| 2-Tridecil-1-eptadecanolo   | C30H62O |
| 2-Tetradecil-1-octadecanolo | C32H66O |
| 2-Pentadecil-1-nonadecanolo | C34H70O |
| 2-Esadecil-1-eicosanolo     | C36H74O |
| 2-Eptadecil-1-eneicosanolo  | C38H78O |
| 2-Octadecil-1-docosanolo    | C40H82O |
| 2-Nonadecil-1-tricosanolo   | C42H86O |
| 2-Eicosil-1-tetracosanolo   | C44H90O |